# Eigenbestandsbesamer

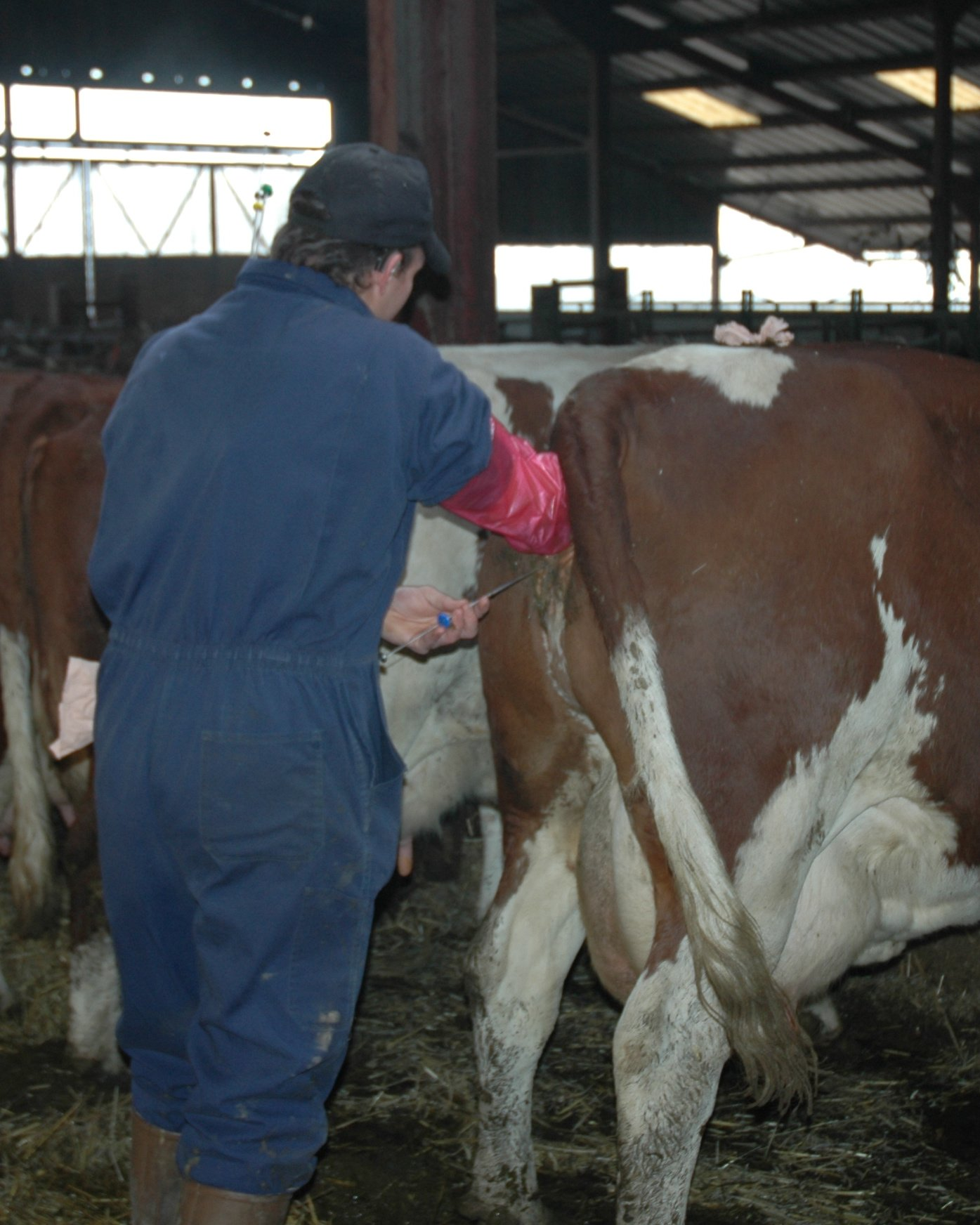
Künstliche Besamung einer Kuh

Ein Eigenbestandsbesamer (EBB) ist ein Tierhalter in der gesetzlich regulierten Tierzucht, der – nach erfolgreichem Besuch eines entsprechenden Lehrgangs – befugt ist, im eigenen Tierbestand eine künstliche Besamung durchzuführen.

## Gesetzliche Grundlagen
In Deutschland reglementiert das Tierzuchtgesetz (TierZG) die Zucht von Hausrindern, Hausschweinen, Hausschafen, Hausziegen, Hauspferden und Hauseseln. Die Durchführung einer künstlichen Besamung ist bei diesen Spezies jeweils nur einem eingeschränkten Personenkreis erlaubt. Hierzu gehören Tierärzte, Fachagrarwirte für Besamungswesen und Besamungsbeauftragte (Besamungswarte und Eigenbestandsbesamer). Der Eigenbestandsbesamer ist hierbei im Gegensatz zu den anderen genannten Gruppen auf den eigenen Tierbestand beschränkt. Im Übrigen muss er alle Regelungen des TierZG einhalten.
Der Eigenbestandsbesamer erhält den Tiersamen von seiner zuständigen Besamungsstation. Über die durchgeführten Besamungen sind Aufzeichnungen anzufertigen. Diese müssen Angaben zu dem besamten Tier enthalten, wenn dieses wiederum ein Zuchttier ist.

## Ausbildung
Die Ausbildung zum Eigenbestandsbesamer ist in Deutschland in der Verordnung über Lehrgänge nach dem Tierzuchtgesetz geregelt. Ausbildungsstätten, an denen Lehrgänge über künstliche Besamung durchgeführt werden, bedürfen der Anerkennung durch die nach jeweiligem Landesrecht zuständige Behörde. Voraussetzung zum Besuch eines Kurzlehrgangs für Eigenbestandsbesamer ist die Vollendung des 16. Lebensjahres. (Mindest-)Umfang und Inhalte der Lehrgänge sind verbindlich geregelt.
Inhalte der Lehrgänge für Eigenbestandsbesamer sind (mindestens):
- Rechtliche Voraussetzungen der künstlichen Besamung bei Zuchttieren
- Anatomie und Physiologie der Geschlechtsorgane weiblicher Tiere
- Behandlung und Einführung des Samens
- Tierhygiene und Tierschutz
- Aufzeichnungen und Schriftverkehr
- Praktische Übungen

Das TierZG verlangt die Durchführung einer Prüfung als Abschluss des Lehrgangs. Nach deren Bestehen ist die Erlaubnis zur Besamung für den Eigenbestandsbesamer üblicherweise auf eine Spezies beschränkt.

## Verbreitung
In der Schweinezucht ist die Eigenbestandsbesamung stark verbreitet. 2005 erhielten 90 % aller Zuchtsauen in Deutschland eine künstliche Besamung, davon 98 % als Eigenbestandsbesamung. Der Vorteil liegt in dem geringen Hygienerisiko, weil betriebsfremde Personen den Hof nicht betreten müssen, und den niedrigen Kosten.
Beim Rind ist die Durchführung der künstlichen Besamung bedingt durch den Aufbau der Geschlechtsorgane wesentlich schwieriger als beim Schwein. Dennoch nimmt der Anteil der Eigenbestandsbesamer zu. Der Erfolg hängt aber von der Übung ab, weswegen in den durchschnittlich größeren Beständen in Ostdeutschland der Anteil der Eigenbestandsbesamer höher ist als in den westlichen Bundesländern. 2005 wurden in Deutschland etwa 92 % aller Rinder (4,6 Millionen weibliche Rinder) künstlich besamt, davon 14,5 % als Eigenbestandsbesamung.
In der Pferdezucht dagegen wird in Deutschland von der Eigenbestandsbesamung nur sehr wenig Gebrauch gemacht, in Österreich fast gar nicht.